# Югославський іредентизм

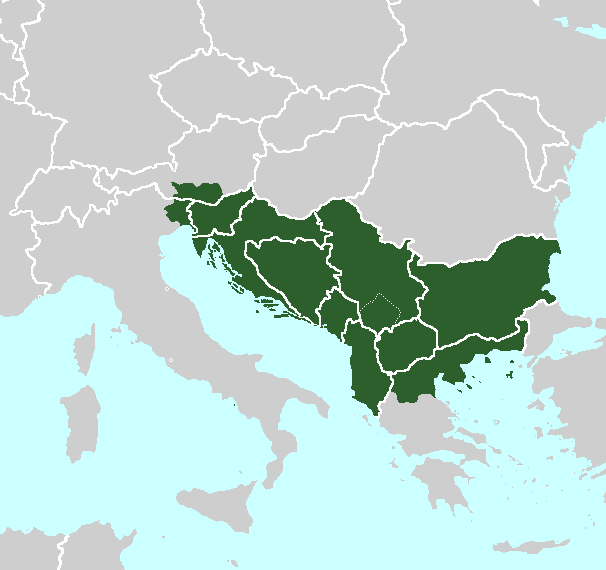
Югославські іредентистські вимоги (накладені на сучасні європейські кордони), відповідно до планів Йосипа Броз Тіто незадовго до закінчення Другої світової війни

Югославський іредентизм — ідея об'єднання всіх південнослов'янських територій та їх населення у державу, яка б включала території Боснії і Герцеговини, Хорватії, Чорногорії, Сербії, Косово, Словенії та Вардарської Македонії, а також території, на які Югославія претендувала, але які не були включені до її складу: Болгарія, Фракійська та Егейська Македонія та деякі інші території. У число прихильників югославського іредентизму входили як прихильники монархічного ладу, так і прибічники республіки. 

## Історія
З моменту утворення Югославії в 1918 серед деяких політиків з'явилася ідея включення всіх південнослов'янських земель до складу Югославії. Піонером югославського іредентизму тоді був Светозар Прибичевич, який бажав включити до складу країни землі «від Сочі до Салонік». 
Уряд Королівства Югославія у міжвоєнні роки шукав можливості для укладення союзу з Болгарією з подальшим її включенням до Югославії. Прихильники розділилися на два табори: республіканці пропонували включити Болгарію на правах автономної республіки, а прихильники монархії пропонували ввести конституційну монархію в країні. 
У Болгарії існувала також воєнізована організація «Ланка», члени якої підтримували ідею про створення Югославії, але пропонували перемістити її столицю саме на схід і включити до складу земель Югославії ще й Албанію. У 1934 «Ланка» організувала державний переворот в країні та прийшла до влади: прихильники перевороту оголосили про укладення військового союзу з Францією та пошуку варіантів для створення Єдиної Югославії з центром у Болгарії. У січні 1935, однак режим був повалений і ініціатива «Ланки» провалилася. 
У 1940 Мілан Недич став ініціатором приєднання до країн Осі, розраховуючи на допомогу в приєднанні Салонік та всієї Егейської Македонії до земель Югославії. 
У роки Другої світової війни британський уряд висловився за повоєнне утворення Великої Югославії, незважаючи на заперечення та протести з боку Болгарії. У травні 1941 офіційну заяву підписав доктор Малком Барр і відправив її болгарам. 
Після війни була утворена Друга Югославія, відома як Соціалістична Федеративна Республіка Югославія. У період правління Йосипа Броз Тіто ставилася мета створити цілісну Югославію, яка б включала в себе, крім кордонів Югославії, ще й Егейську Македонію, Албанію, Болгарію і, принаймні, частину або всю австрійську Каринтію, а також всю італійську провінцію Фріулі-Венеція-Джулія, де Югославії на деякий час в листопаді 1943 вдалося закріпитися. Тіто в післявоєнні роки пред'являв територіальні претензії до Австрії та вимагав передати Каринтію до складу Югославії (а саме приєднати до Словенії). Він говорив: 
Ми звільнили Каринтію, але пред'явлені міжнародною спільнотою умови були такі, що нам довелося її залишити негайно. Каринтія належить нам, і ми будемо за неї боротися.
Ще одним проектом Великої Югославії була Балканська федерація, яка так і не була створена через розбіжності між лідерами балканських держав. 